# Misbaha
Als Misbaha (arabisch مسبحة, DMG misbaḥa, auch Masbaha; Pl. مسابح / masābiḥ) oder Subha (سبحة, DMG subḥa; Plural سبح / subaḥ) wird eine im Islam gebräuchliche Gebetskette bezeichnet. In nicht-arabischen Sprachen bzw. Ländern wird sie auch Tasbih, Tesbih oder Tespih genannt, was in der arabischen Sprache eigentlich den Vorgang der Lobpreisung bezeichnet.
Die Gebetskette unterstützt das Sprechen bzw. das Zählen von Gebetsformeln (Tasbih / تسبيح / tasbīḥ / ‚Lobpreisung‘; Plural Tasabih / تسابيح / tasābīḥ). Ferner wird sie als Talisman benutzt, als religiöses Symbol aufgehängt oder als Halsschmuck getragen.

## Geschichte
In der Anfangszeit des Islam sollen Gläubige an Stelle eines Tasbih die Namen Gottes mit Hilfe kleiner Steine oder mit den Fingern rezitiert haben. Weil der Prophet Mohammed vermutlich keine Misbaha benutzt hat, lehnen ihn unter anderem Wahhabiten oder andere orthodoxe Gelehrte und Muslime als unislamische Neuerung ab  (siehe Bidʿa), obwohl Muhammads Freund und erster Kalif Abu Bakr schon eine Art Misbaha in Form eines mit Knoten versehenen Seiles benutzte.
Die Misbaha und der von der orthodoxen Komboskini abgeleitete Rosenkranz, mit dem katholische Christen ihr Gebet verrichten, stammen ursprünglich aus Indien. Im Hinduismus und Buddhismus wird eine Mala als Gebetskette verwendet.

## Funktion
Die Misbaha ist ein Hilfsmittel bei der Ausführung des Dhikr, besonders im Sufismus, und er dient dazu, das Abzählen zu erleichtern, wenn die 99 Namen Allahs gesprochen werden oder Allah – oft als Abschluss des Gebets – mit drei im Islam häufig gebrauchten Formeln gepriesen wird. Der Muslim spricht dabei 33 Mal Subhan-Allah (subḥānahu wa ta'ālā), „gepriesen sei Gott“, 33 mal al-hamdulillah (al-ḥamdu li-llāh), „gelobt sei Gott“ bzw. „Gott sei Dank“, 33 mal Allahu Akbar (allāhu akbar), „Gott ist am größten“ und einmal das Glaubensbekenntnis (Lā ilāha illā llāh), „es gibt keinen Gott außer (den einen) Gott“. Falls Muslime keine Gebetskette mit sich führen oder vorfinden, zählen sie die Formeln an den Fingern ab.
Die Misbaha wird heute, ähnlich wie das griechische Komboloi, von Männern und Frauen auch als Schmuck verwendet, das Tragen der Misbaha gilt als Männlichkeitsattribut.

## Form
Eine Misbaha hat üblicherweise 99 Perlen, die beweglich an einer Schnur aufgereiht und in drei Sektionen zu je 33 Perlen aufgeteilt sind. Die Perlen wurden früher meist aus Holz gefertigt, heute vor allem aus Halbedelsteinen oder Kunststoff. Wertvolle Misbaha-Perlen besitzen unter anderem aufwendige Inkrustationen (verzierende Metalleinlagen). Andere Materialien sind z. B. Elfenbein, Olivenkerne, Glas oder echte Perlen; besonders wertvoll sind z. B. Masabih aus blauem Bernstein.
Die Sektionen sind jeweils durch eine verlängerte oder vergrößerte und andersfarbige Perle gekennzeichnet, es genügt auch nur eine besonders gestaltete Schlussperle. Häufig besitzen Masabih kurz vor der Schlussperle eine kleine Nebenkette mit bis zu zehn Perlen, die auf einer dickeren Schnur sitzen. Diese Perlen verrutschen nicht von selbst, mit ihnen wird die Zahl der Gebetsrunden festgehalten. Nach jedem Durchgang wird eine Perle verschoben, die dann an ihrem Platz bleibt. Die Haupt- und Nebenketten können an den Enden durch Stoffquasten oder Schmuckstücke verziert sein.
Es gibt auch kleinere Masabih mit 33 Perlen, die ebenfalls weit verbreitet sind und oft mitgeführt werden. Auch eine geringere Anzahl Perlen ist möglich, falls beispielsweise welche verlorengehen und nicht ersetzt werden.